# Mary (filme)
Mary é um filme teuto-britânico de 1931 dirigido porAlfred Hitchcock em alemão. Versão do filme de Hitchcock Murder!, filmado no mesmo set com atores alemães. O filme é baseado na peça Enter Sir John de Clemence Dane e Helen Simpson, estrelando Alfred Abel e Olga Tschechowa.

## Enredo
Um jurado em um caso de assassinato ajuda a votar no réu como culpado, porém após esse acontecimento, começa a suspeitar do que realmente aconteceu, e passa a investigar por si mesmo. Versão alemã do próprio filme de Hitchcock, Murder!.

## Elenco
- Alfred Abel como Sir John Menier
- Olga Chekhova como Mary
- Paul Graetz como Bobby Brown
- Hermine Sterler como Senhorita Miller
- Ekkehard Arendt como Handel Fane